# Comune di Aaskov
Il comune di Aaskov, fino al 1º gennaio 2007 è stato un comune danese situato contea di Ringkjøbing, il comune aveva una popolazione di 6 999 abitanti (2005) e una superficie di 239 km². Capoluogo era la cittadina di Kibæk.
Dal 1º gennaio 2007, con l'entrata in vigore della riforma amministrativa, il comune è stato soppresso e accorpato, insieme ai comuni di Aulum-Haderup e Trehøje al riformato comune di Herning.